# Renaldo Balkman
Renaldo Balkman, né le 14 juillet 1984 à Staten Island (New York), aux États-Unis, est un joueur américain naturalisé portoricain de basket-ball. Il évolue aux postes d'ailier et d'ailier fort.

## Biographie

### Carrière universitaire
Entre 2003 et 2006, il joue pour les Gamecocks à l'Université de Caroline du Sud.

### Carrière professionnelle

#### Knicks de New York (2006-2008)
Drafté le 28 juin 2006 en vingtième position par les Knicks de New York, il y joue deux saisons.

#### Nuggets de Denver (2008-fév.2011)
Le 28 juin 2008, il est échangé contre deux joueurs et un choix de second tour de draft 2010 aux Nuggets de Denver avec lesquels il effectue deux saisons.

#### Retour aux Knicks de New York (fév.2011-fév.2012)
Le 22 février 2011, il retourne à New York via l'échange de Carmelo Anthony impliquant 13 joueurs et 3 équipes.
Le 17 février 2012, il est écarté par les Knicks de New York et se retrouve sans club.

#### Petron Blaze Boosters (2012-2013)
En décembre 2012, il signe chez les Petron Blaze Boosters aux Philippines. Le 8 mars 2013, il s'en prend violemment à l’un de ses coéquipiers en tentant de l’étrangler car il l’empêchait de s’en prendre à un arbitre après une faute sifflé contre lui. À la suite de cet événement, Balkman est exclu à vie de la Ligue de basket des Philippines et doit s’acquitter d’une amende de 250 000 dollars,,.

#### Amérique Latine (2013-2014)
Le 27 mars 2013, banni de la PBA, la ligue des Philippines, Balkman signe avec les Guaiqueríes de Margarita au Vénézuéla en Liga Profesional de Baloncesto. Il quitte Guaiqueríes après 13 matches.
Le 1er mai 2013, Balkman signe avec les Brujos de Guayama au Porto Rico dans la Baloncesto Superior Nacional.
Le 30 septembre 2013, il signe avec les Mavericks de Dallas. Toutefois, il est écarté par les Mavericks le 22 octobre.
Le 10 décembre 2013, il signe chez les Halcones Rojos Veracruz, au Mexique pour le reste de la saison 2013-2014.
Le 24 février 2014, il signe chez les Capitanes de Arecibo pour la saison 2014 BSN.

#### Legends de Texas (2014-2015)
Le 24 octobre 2014, Balkman revient chez les Mavericks de Dallas, mais il est libéré dès le lendemain.
Le 3 novembre 2014, il intègre l'équipe de G-League les Legends du Texas, en tant que joueur affiliée à l'équipe NBA des Mavericks de Dallas.
Il y dispute 32 rencontres avec des moyennes de 15,97 points et 9,16 points par match.

#### Porto Rico / Mexique (Mar.-Déc.2015)
Le 8 mars 2015, Balkman quitte le Texas et retourne au Porto Rico chez les Capitanes de Arecibo.
Le 15 décembre 2015, Balkman quitte Arecibo pour signer avec Fuerza Regia dans le championnat mexicain, mais il est libéré le  28 décembre 2015 après avoir quitté le club sans les avertir.

#### Retour aux Philippines (2018)
Le 1er janvier 2018, Balkman retourne aux Philippines, en signant au San Miguel Alab Pilipinas dans l'ASEAN Basketball League. Balkman et Justin Brownlee remplacement Reggie Okosa et Ivan Johnson (qui, comme Balkman, ont été bannis du championnat PBA).
Le 17 février 2018, il signe chez les Cangrejeros de Santurce mais il quitte le club quatre jours plus tard.
Le 21 février 2018, il retourne chez les Capitanes de Arecibo au Porto Rico.

## Statistiques

### Universitaires
Les statistiques en matchs universitaires de Renaldo Balkman sont les suivants :
| Saison    | Équipe          | Matchs | Titul. | Min./m | % Tir | % 3pts | % LF | Rbds/m. | Pass/m. | Int/m. | Ctr/m. | Pts/m. |
| --------- | --------------- | ------ | ------ | ------ | ----- | ------ | ---- | ------- | ------- | ------ | ------ | ------ |
| 2003-2004 | Caroline du Sud | 33     | 8      | 18,2   | 55,8  | 25,0   | 51,9 | 4,70    | 1,39    | 0,97   | 1,30   | 6,94   |
| 2004-2005 | Caroline du Sud | 33     | 10     | 18,6   | 46,3  | 33,3   | 54,5 | 4,82    | 1,73    | 0,76   | 0,64   | 5,39   |
| 2005-2006 | Caroline du Sud | 38     | 22     | 25,7   | 60,8  | 30,8   | 53,8 | 5,95    | 1,87    | 1,61   | 1,24   | 9,58   |
| Total     |                 | 104    | 40     | 21,1   | 55,3  | 29,1   | 53,3 | 5,19    | 1,67    | 1,13   | 1,07   | 7,41   |

### Professionnelles

#### Saison régulière NBA
| Saison    | Équipe   | Matchs | Titul. | Min./m | % Tir | % 3pts | % LF | Rbds/m. | Pass/m. | Int/m. | Ctr/m. | Pts/m. |
| --------- | -------- | ------ | ------ | ------ | ----- | ------ | ---- | ------- | ------- | ------ | ------ | ------ |
| 2006-2007 | New York | 68     | 1      | 15,6   | 50,5  | 18,5   | 56,7 | 4,32    | 0,65    | 0,84   | 0,65   | 4,91   |
| 2007-2008 | New York | 65     | 0      | 14,6   | 48,9  | 8,3    | 43,2 | 3,32    | 0,62    | 0,68   | 0,46   | 3,45   |
| 2008-2009 | Denver   | 53     | 10     | 14,7   | 55,8  | 28,6   | 64,6 | 3,83    | 0,64    | 0,89   | 0,43   | 4,98   |
| 2009-2010 | Denver   | 13     | 1      | 7,0    | 33,3  | 0,0    | 33,3 | 1,77    | 0,54    | 0,62   | 0,15   | 1,08   |
| 2010-2011 | Denver   | 5      | 0      | 8,8    | 55,6  | 0,0    | 75,0 | 0,80    | 0,40    | 0,60   | 0,40   | 2,60   |
| 2010-2011 | New York | 3      | 0      | 6,2    | 25,0  | 50,0   | 0,0  | 1,00    | 0,00    | 0,33   | 0,00   | 1,00   |
| 2011-2012 | New York | 14     | 0      | 8,2    | 50,0  | 22,2   | 72,7 | 1,86    | 0,36    | 0,29   | 0,21   | 3,00   |
| Total     |          | 221    | 12     | 13,9   | 51,0  | 17,2   | 54,2 | 3,48    | 0,60    | 0,74   | 0,47   | 4,05   |

Mise à jour le 12 mars 2020
| Saison | Équipe | Matchs | Titul. | Min./m | % Tir | % 3pts | % LF | Rbds/m. | Pass/m. | Int/m. | Ctr/m. | Pts/m. |
| ------ | ------ | ------ | ------ | ------ | ----- | ------ | ---- | ------- | ------- | ------ | ------ | ------ |
| 2009   | Denver | 8      | 0      | 2,5    | 33,3  | 0,0    | 0,0  | 0,50    | 0,12    | 0,50   | 0,00   | 0,50   |
| Total  |        | 8      | 0      | 2,5    | 33,3  | 0,0    | 0,0  | 0,50    | 0,12    | 0,50   | 0,00   | 0,50   |

Mise à jour le 12 juin 2019